# Łasin
Łasin (en allemand: Lessen) est une ville de Pologne, située dans la voïvodie de Couïavie-Poméranie. Elle est le siège de la gmina de Łasin, dans le powiat de Grudziądz.